# ハタケゴケ
ハタケゴケ(Riccia glauca)は、水田などに生育するコケ植物の1種。

## 分布
世界各地の湿地や庭先などに生育する。日本では水田や休耕田にも発生する。

## 形態
一年生の苔類。葉状体は黄緑色でロゼット状に広がる。葉状体の長さは5-10mm、幅2-3mm、背面に溝がある。ロゼットの大きさは最大約2cm。葉状体の裏側からは仮根を伸ばす。胞子体は古くなった葉状体に付くことが多い。胞子は暗褐色で80-100μm。
形態はミドリハタケゴケ (R. sorocarpa) などに類似するが、ミドリハタケゴケは葉状体が灰緑色になることなどで区別できる。

## 利害
特に利用されない。水田に発生すると、水田雑草として扱われることもある。